# مغاربة فييتناميون
المغاربة الفيتناميون هم المغاربة الذين عاشوا في فيتنام، لا سيما المحاربين القدامى مع الجيش الفرنسي.

## وصلات خارجية
- (بالفرنسية) وثائقي: L’histoire de ces Marocains  du Vietnam
- (بالإنجليزية) World، Al Jazeera. "40 Years of Solitude". www.aljazeera.com